# Sclerophrys latifrons
Sclerophrys latifrons es una especie de anfibios anuros de la familia Bufonidae.

## Distribución geográfica y hábitat
Habita en Camerún, República del Congo, República Democrática del Congo, Guinea Ecuatorial, Gabón y, posiblemente, en Cabinda (Angola) y sudeste de Nigeria.
Su hábitat natural incluye bosques tropicales o subtropicales secos y a baja altitud y montanos secos.
Está amenazada por la pérdida de su hábitat natural.